# Sami Souguir
Sami Souguir (Gent, 27 januari 1975) is een Belgisch politicus die sinds 2019 schepen in de stad Gent is en eerder de Algemeen Directeur van het Vlaams Agentschap voor Binnenlands Bestuur (ABB) was.

## Biografie
Souguir heeft Tunesische ouders, volgde humaniora in het Instituut van Gent en studeerde politieke wetenschappen, optie internationale betrekkingen, aan de Universiteit Gent. Hij behaalde er tevens een master in het Europees recht. Hij was kabinetsadviseur Buitenlands Beleid en Buitenlandse Handel bij Vlaams minister Jaak Gabriëls en Patricia Ceysens, adjunct-kabinetschef Inburgering en Stedenbeleid bij Vlaams minister Marino Keulen. Hierna werd hij algemeen directeur van het Agentschap voor Binnenlands Bestuur van het Vlaams Ministerie voor Bestuurszaken. In 2012 werd hij door Vlaams vice-minister president en minister van Inburgering Geert Bourgeois aangesteld als veranderingsmanager voor het uittekenen en begeleiden van de hervorming van de integratiesector in Vlaanderen.

## Politieke loopbaan

### Gemeenteraadslid
Souguir is sinds 2007 gemeenteraadslid en fractievoorzitter voor Open Vld in Gent. Van 2009 tot 2012 was hij tevens voorzitter van de raad van bestuur van distributienetbeheerder Imewo.

### Schepen
Na de verkiezingen van 2018 kreeg hij een ambt in het nieuwe Gentse schepencollege als schepen van cultuur, stadsontwikkeling en ruimtelijke planning.

## Uitslagen verkiezingen
| Verkiezing                     | Kieskring       | Datum           | Lijst      | Plaats op lijst | Voorkeursstemmen | Uitslag       | Partijuitslag binnen kieskring |
| ------------------------------ | --------------- | --------------- | ---------- | --------------- | ---------------- | ------------- | ------------------------------ |
| Vlaamse parlementsverkiezingen | Oost-Vlaanderen | 13 juni 2004    | VLD Vivant | 8e plaats       | 6.028            | niet verkozen | 23,81 %                        |
| Gemeenteraadsverkiezing        | Gent            | 8 oktober 2006  | VLD-Vivant | 12e plaats      | 1.386            | 10e titularis | 21,04 %                        |
| Gemeenteraadsverkiezing        | Gent            | 14 oktober 2012 | Open Vld   | 5e plaats       | 1.342            | 7e titularis  | 16,5 %                         |
| Gemeenteraadsverkiezing        | Gent            | 14 oktober 2018 | Open Vld   | 5e plaats       | 2.002            | 6e titularis  | 25,2 %                         |